# Маргарита де Роган
Маргарита де Роган (фр. Marguerite de Rohan; ум. 1496) — французская аристократка, бабушка короля Франциска I.

## Биография
Была дочерью Алена IX де Рогана и его первой супруги Маргариты де Монфор, дочери Жана V, герцога Бретани.
В 1449 году была достигнута договорённость о браке юной Маргариты с Жаном Ангулемским, которому было 49 лет. Ранее с Жаном Ангулемским была помолвлена старшая сестра Маргариты Жанна, но в 1442 году помолвка была разорвана, а Жанна была выдана замуж за Франсуа де Рье, графа д’Аркура (фр.). Свадьба Маргариты и Жана Ангулемского состоялась 31 августа 1449 года; у супругов было трое детей:
- Людовик (1455—1458), умер в детстве;
- Карл (1459—1496), следующий граф Ангулемский, отец короля Франции Франциска I;
- Жанна[фр.] (1462—1520), замужем за Карлом, графом Тайбура.

После смерти супруга в 1467 году Маргарита расширила собственные земельные владения, за счёт приобретения соседних земель, а в 1471 году приобрела баронство Монброн, где приказала восстановить замок Монброн, который был разрушен по приказу Карла VII.
Скончалась в 1496 году в Коньякском замке в возрасте более 70 лет.